# ليونارد فونتين
ليونارد فونتين (بالإنجليزية: Len Fontaine)‏ (و. 1948 – 2019 م) هو لاعب هوكي الجليد كندي، ولد في مدينة كيبك، توفي عن عمر يناهز 71 عاماً.

## روابط خارجية
- ليونارد فونتين على موقع دوري الهوكي الوطني (الإنجليزية)
- ليونارد فونتين على موقع EliteProspects.com (الإنجليزية)
- ليونارد فونتين على موقع Hockey-Reference.com (الإنجليزية)